# Lista de múmias testadas por DNA
Esta é uma suposta lista de restos mortais de humanos antigos, incluindo múmias , que podem ter sido testados por DNA . São fornecidos como evidência do teste links para as sequências de DNA mitocondrial e/ou para os haplogrupos humanos aos quais cada caso foi atribuído. Também é fornecida uma breve descrição de quando e onde eles viveram.Entradas sem citação devem ser vistas com ceticismo; em particular, casos sem links de sequência ou haplogrupo, com citação, não têm base probatória para aparecer. Análises do DNA de múmias também são apresentadas

## Testes de mtDNA e YDNA
As seguintes múmias foram submetidas a testes de mtDNA ( DNA mitocondrial ) e YDNA, de restos mortais com o nome indicado, dos locais indicados:
| Name                                             | Original Location of Remains | Date Lived (years ago)    | Mitochondrial DNA sequence                                                                                 | mtDNA Haplogroup                 | Y-DNA Haplogroup                       |
| ------------------------------------------------ | ---------------------------- | ------------------------- | --- | -------------------------------- | -------------------------------------- |
| Paglicci 23                                      | Italy                        | 28,000                    | CRS | H[carece de fontes?]             |                                        |
| Paglicci 25                                      | Italy                        | 23,000                    | 7,025 AluI, 00073A, 11719G, 12308A                                                                         | HV                               |                                        |
| TAF009 TAF010 TAF011 TAF012 TAF013 TAF014 TAF015 | Morocco                      | 15,100-13,900             | | U6a6b U6a7b U6a7 U6a7b M1b U6a1b | E1b1b1a1b1 E1b1b1a1 N/A E1b1b1a1 E1b1b |
| Cheddar Man                                      | England                      | >9,000[carece de fontes?] | 16192T,[carece de fontes?] 16270T[carece de fontes?]                                                       | U5b1                             | I2-L38 (I2a2)                          |
| Ötzi the Iceman                                  | Austria/Italy                | 5,300                     | | K.                               | G2a2b                                  |
| Nakht-Ankh                                       | Egypt                        | 4,000                     | | M1a1                             |                                        |
| Khnum-Nakht                                      | Egypt                        | 4,000                     | | M1a1                             |                                        |
| Djehutynakht (10A)                               | Egypt                        | 4,000                     | | U5b2b5                           |                                        |
| Queen Tiye                                       | Egypt                        | 3,390                     | | K                                |                                        |
| JK2887                                           | Egypt                        | 3,410-3,333               | | J2a1a1                           | N/A                                    |
| Tutankhamun                                      | Egypt                        | 3,342                     | | K                                | R1b                                    |
| he Canaanite Nobelman                            | Israel                       | 3,300                     | |                                  | R1b                                    |
| he specimen L126                                 | Israel                       | 3,300                     | | Haplogroup I5a1                  | J                                      |
| Ramesses III                                     | Egypt                        | 3,200                     | |                                  | E1b1a                                  |
| Pentawer                                         | Egypt                        | 3,200                     | |                                  | E1b1a                                  |
| JK2134                                           | Egypt                        | 2,798-2,591               | | J1d                              | J                                      |
| JK2911                                           | Egypt                        | 2,791-2,582               | | M1a1                             | J                                      |
| Takabuti                                         | Egypt                        | 2,600                     | | H4a1                             |                                        |
| Young Man of Byrsa                               | Tunisia                      | late 6th century BCE      | | U5b2c1                           |                                        |
| OM:KMM A 64 YM:KMM A 63                          | Egypt                        | 2,320 2,300               | | T2c1a HV                         |                                        |
| JK2888                                           | Egypt                        | 2,119-2,024               | | U6a2                             | E1b1b1a1b2                             |
| The Norwich Anglo-Saxon                          | England                      | 1,000[carece de fontes?]  | 16189A,[carece de fontes?] 16223T,[carece de fontes?] 16271C,[carece de fontes?] 16278T[carece de fontes?] | X[carece de fontes?]             |                                        |
| Juanita the Ice Maiden                           | Peru                         | 500[carece de fontes?]    | 16111T, 16223T, 16290T, 16319A                                                                             | A[carece de fontes?]             |                                        |
| 500-year-old Inca child                          | Argentina                    | 500                       | | C1b                              |                                        |

## Testes de DNA
As seguintes múmias foram submetidas a testes de DNA, de restos mortais com o nome indicado, nos locais indicados: [ citação necessária ]
| Name                                             | Original Location of Remains | Date Lived (years ago)    | Mitochondrial DNA sequence                                                                                 | mtDNA Haplogroup                 | Y-DNA Haplogroup                       |
| ------------------------------------------------ | ---------------------------- | ------------------------- | --- | -------------------------------- | -------------------------------------- |
| Paglicci 23                                      | Italy                        | 28,000                    | CRS | H[carece de fontes?]             |                                        |
| Paglicci 25                                      | Italy                        | 23,000                    | 7,025 AluI, 00073A, 11719G, 12308A                                                                         | HV                               |                                        |
| TAF009 TAF010 TAF011 TAF012 TAF013 TAF014 TAF015 | Morocco                      | 15,100-13,900             | | U6a6b U6a7b U6a7 U6a7b M1b U6a1b | E1b1b1a1b1 E1b1b1a1 N/A E1b1b1a1 E1b1b |
| Cheddar Man                                      | England                      | >9,000[carece de fontes?] | 16192T,[carece de fontes?] 16270T[carece de fontes?]                                                       | U5b1                             | I2-L38 (I2a2)                          |
| Ötzi the Iceman                                  | Austria/Italy                | 5,300                     | | K.                               | G2a2b                                  |
| Nakht-Ankh                                       | Egypt                        | 4,000                     | | M1a1                             |                                        |
| Khnum-Nakht                                      | Egypt                        | 4,000                     | | M1a1                             |                                        |
| Djehutynakht (10A)                               | Egypt                        | 4,000                     | | U5b2b5                           |                                        |
| Queen Tiye                                       | Egypt                        | 3,390                     | | K                                |                                        |
| JK2887                                           | Egypt                        | 3,410-3,333               | | J2a1a1                           | N/A                                    |
| Tutankhamun                                      | Egypt                        | 3,342                     | | K                                | R1b                                    |
| he Canaanite Nobelman                            | Israel                       | 3,300                     | |                                  | R1b                                    |
| he specimen L126                                 | Israel                       | 3,300                     | | Haplogroup I5a1                  | J                                      |
| Ramesses III                                     | Egypt                        | 3,200                     | |                                  | E1b1a                                  |
| Pentawer                                         | Egypt                        | 3,200                     | |                                  | E1b1a                                  |
| JK2134                                           | Egypt                        | 2,798-2,591               | | J1d                              | J                                      |
| JK2911                                           | Egypt                        | 2,791-2,582               | | M1a1                             | J                                      |
| Takabuti                                         | Egypt                        | 2,600                     | | H4a1                             |                                        |
| Young Man of Byrsa                               | Tunisia                      | late 6th century BCE      | | U5b2c1                           |                                        |
| OM:KMM A 64 YM:KMM A 63                          | Egypt                        | 2,320 2,300               | | T2c1a HV                         |                                        |
| JK2888                                           | Egypt                        | 2,119-2,024               | | U6a2                             | E1b1b1a1b2                             |
| The Norwich Anglo-Saxon                          | England                      | 1,000[carece de fontes?]  | 16189A,[carece de fontes?] 16223T,[carece de fontes?] 16271C,[carece de fontes?] 16278T[carece de fontes?] | X[carece de fontes?]             |                                        |
| Juanita the Ice Maiden                           | Peru                         | 500[carece de fontes?]    | 16111T, 16223T, 16290T, 16319A                                                                             | A[carece de fontes?]             |                                        |
| 500-year-old Inca child                          | Argentina                    | 500                       | | C1b                              |                                        |

| Name                                             | Original Location of Remains | Date Lived (years ago)    | Mitochondrial DNA sequence                                                                                 | mtDNA Haplogroup                 | Y-DNA Haplogroup                       |
| ------------------------------------------------ | ---------------------------- | ------------------------- | --- | -------------------------------- | -------------------------------------- |
| Paglicci 23                                      | Italy                        | 28,000                    | CRS | H[carece de fontes?]             |                                        |
| Paglicci 25                                      | Italy                        | 23,000                    | 7,025 AluI, 00073A, 11719G, 12308A                                                                         | HV                               |                                        |
| TAF009 TAF010 TAF011 TAF012 TAF013 TAF014 TAF015 | Morocco                      | 15,100-13,900             | | U6a6b U6a7b U6a7 U6a7b M1b U6a1b | E1b1b1a1b1 E1b1b1a1 N/A E1b1b1a1 E1b1b |
| Cheddar Man                                      | England                      | >9,000[carece de fontes?] | 16192T,[carece de fontes?] 16270T[carece de fontes?]                                                       | U5b1                             | I2-L38 (I2a2)                          |
| Ötzi the Iceman                                  | Austria/Italy                | 5,300                     | | K.                               | G2a2b                                  |
| Nakht-Ankh                                       | Egypt                        | 4,000                     | | M1a1                             |                                        |
| Khnum-Nakht                                      | Egypt                        | 4,000                     | | M1a1                             |                                        |
| Djehutynakht (10A)                               | Egypt                        | 4,000                     | | U5b2b5                           |                                        |
| Queen Tiye                                       | Egypt                        | 3,390                     | | K                                |                                        |
| JK2887                                           | Egypt                        | 3,410-3,333               | | J2a1a1                           | N/A                                    |
| Tutankhamun                                      | Egypt                        | 3,342                     | | K                                | R1b                                    |
| he Canaanite Nobelman                            | Israel                       | 3,300                     | |                                  | R1b                                    |
| he specimen L126                                 | Israel                       | 3,300                     | | Haplogroup I5a1                  | J                                      |
| Ramesses III                                     | Egypt                        | 3,200                     | |                                  | E1b1a                                  |
| Pentawer                                         | Egypt                        | 3,200                     | |                                  | E1b1a                                  |
| JK2134                                           | Egypt                        | 2,798-2,591               | | J1d                              | J                                      |
| JK2911                                           | Egypt                        | 2,791-2,582               | | M1a1                             | J                                      |
| Takabuti                                         | Egypt                        | 2,600                     | | H4a1                             |                                        |
| Young Man of Byrsa                               | Tunisia                      | late 6th century BCE      | | U5b2c1                           |                                        |
| OM:KMM A 64 YM:KMM A 63                          | Egypt                        | 2,320 2,300               | | T2c1a HV                         |                                        |
| JK2888                                           | Egypt                        | 2,119-2,024               | | U6a2                             | E1b1b1a1b2                             |
| The Norwich Anglo-Saxon                          | England                      | 1,000[carece de fontes?]  | 16189A,[carece de fontes?] 16223T,[carece de fontes?] 16271C,[carece de fontes?] 16278T[carece de fontes?] | X[carece de fontes?]             |                                        |
| Juanita the Ice Maiden                           | Peru                         | 500[carece de fontes?]    | 16111T, 16223T, 16290T, 16319A                                                                             | A[carece de fontes?]             |                                        |
| 500-year-old Inca child                          | Argentina                    | 500                       | | C1b                              |                                        |

As seguintes múmias foram submetidas a testes de DNA, de restos mortais com o nome indicado, dos locais indicados: 
| Name                   | Original Location of Remains | Date Lived (years ago) | DNA sequence                                                   | Y-DNA Haplogroup |
| ---------------------- | ---------------------------- | ---------------------- | -------------------------------------------------------------- | ---------------- |
| Thuya                  | Egypt                        | 3,390                  | D13S317, D7S820, D2S1338, D21S11, D16S539, D18S51, CSF1PO, FGA |                  |
| Yuya                   | Egypt                        | 3,390                  | D13S317, D7S820, D2S1338, D21S11, D16S539, D18S51, CSF1PO, FGA |                  |
| KV35 Younger Lady      | Egypt                        | 3,390                  | D13S317, D7S820, D2S1338, D21S11, D16S539, D18S51, CSF1PO, FGA |                  |
| Tiye (Elder Lady KV35) | Egypt                        | 3,370                  | D13S317, D7S820, D2S1338, D21S11, D16S539, D18S51, CSF1PO, FGA |                  |
| Amenhotep III          | Egypt                        | 3,370                  | D13S317, D7S820, D2S1338, D21S11, D16S539, D18S51, CSF1PO, FGA |                  |
| KV55 mummy             | Egypt                        | 3,350                  | D13S317, D7S820, D2S1338, D21S11, D16S539, D18S51, CSF1PO, FGA |                  |
| Tutankhamun            | Egypt                        | 3,340                  | D13S317, D7S820, D2S1338, D21S11, D16S539, D18S51, CSF1PO, FGA |                  |
| KV21 Mummy A           | Egypt                        | 3,340                  | D13S317, D2S1338, D21S11, D16S539, D18S51, CSF1PO, FGA         |                  |
| KV21 Mummy B           | Egypt                        | 3,340                  | D13S317, D2S1338, D16S539, CSF1PO                              |                  |
| KV62 Fetus 1           | Egypt                        | 3,340                  | D13S317, D7S820, D2S1338, D21S11, D16S539, D18S51, CSF1PO, FGA |                  |
| KV62 Fetus 2           | Egypt                        | 3,340                  | D13S317, D7S820, D2S1338, D21S11, D16S539, D18S51, CSF1PO, FGA |                  |